# 이홍배 (언어학자)
이홍배(李鴻培, 1939년 4월 15일~)는 대한민국의 언어학자이다.

## 생애
1958년도에 육군사관학교 18기 생도로 입교하여, 1962년도에 육군소위로 임관하였다. 1966년에 미국 브라운 대학교에서 석사학위를 취득하였으며, 1970년에 ‘A Study of Korean Syntax’라는 논문으로 동대학원에서 박사학위를 취득하였다.
육군사관학교 교수를 거쳐, 서강대학교 영어영문학과 교수를 역임하였고, 군시절 최종 계급은 대령이다.

## 저서
- 《최소주의 통사론 강의》 (역서)
- 《최소주의 통사이론과 영어》(역서)
- 《최소주의 통사론》 (역서)
- 《언어의 이해》
- 《지배-결속 문법론》(역서)
- 《새로운 대학 영문법》
- 《지배 결속이론의 기초》 (역서)
- 《확대표준통사론》 (역서)
- 《기초통사론》 (역서)
- 《언어학개론》